# رينان (لاعب كرة قدم مواليد 1990)
رينان (بالبرتغالية: Renan Soares Reuter‏) هو لاعب كرة قدم برازيلي في مركز حراسة المرمى، ولد في 12 ديسمبر 1990 في سانتا كاتارينا في البرازيل. لعب مع إشتوريل برايا وريد بل براغانتينو ونادي أفاي لكرة القدم ونادي بوتافوغو اس بي ونادي غواراني ونادي فيتوريا ونادي كاشياس دو سول ونادي كورينثيانز.

## وصلات خارجية
- رينان (لاعب كرة قدم مواليد 1990) على موقع قاعدة بيانات كرة القدم.إي يو (الإنجليزية)
- رينان (لاعب كرة قدم مواليد 1990) على موقع Soccerway.com (الإنجليزية)